# Noorderkerk (Bilthoven)
De Noorderkerk is een voormalig kerkgebouw aan de Laurillardlaan in de Nederlandse plaats Bilthoven.

## Geschiedenis
De kerk (1955) en de pastorie (1979) werden ontworpen door ir. J.B. baron van Asbeck. De kerk is op 22 mei 1955 in gebruik genomen. De eerste steen is op 18 september 1954 gelegd door J. Blooker, president-kerkvoogdes. De eerste predikant was ds H.H. van Herwerden, die ook het stenen doopvont schonk.
Het kerkgebouw is in 2013 door de gemeente De Bilt aangewezen als gemeentelijk monument.
De laatste eredienst in de Noorderkerk was op 13 september 2015. Tijdens een bijzondere dienst nam de Protestantse Gemeente van Bilthoven afscheid van het kerkgebouw. Tot de sluiting in 2015 werden er regelmatig concerten in de kerk gegeven.

## Bouwwerk
De kerk is een centraliserende dwarskerk.
Boven de ingang werd een mozaïek gemaakt door Gunhild Kristensen. Zij gebruikte hiervoor materiaal dat zij op de bouwplek had gevonden. Kristensen maakte ook de glas-in-loodramen van de aandachtswand: 'Jacob worstelt met de Engel' en 'Christus met de Emmaüsgangers'.
In 1998 werd door ir A.K. de Groot, architect en gemeentelid, een ingrijpende verbouwing uitgevoerd aan de bijgebouwen, waarbij een nieuwe consistoriekamer werd gemaakt.

### Interieur
Het orgel is van de Fa. Van Vulpen uit Utrecht. In 1955 kwam er een eenklaviers koororgel. Het werd in de loop der jaren aangepast. In mei 2000 kwam er een nieuw orgel met acht registers en in 2003 werden nog vijf registers geplaatst. Op 20 december 2003 werd dit in gebruik genomen. De orgelkast is van esdoorn. Het orgel is in 2015 verplaatst naar de Centrumkerk in Bilthoven (de voormalige Julianakerk aan de Julianalaan). Op 20 september 2015 is het orgel feestelijk in gebruik genomen tijdens de openingsdienst van de Centrumkerk.
De twee klokken werden gegoten door Jacobus van Bergen in de klokkengieterij in Midwolda. Het geld hiervoor werd bijeengebracht door de jeugd van Bilthoven en door de burgerlijke gemeente van Bilthoven.